# Distlhof (Velburg)
Distlhof, früher auch Distelhöfe, ist ein Ortsteil der Stadt Velburg im Landkreis Neumarkt in der Oberpfalz in Bayern. 

## Geographische Lage
Die Einöde im Oberpfälzer Jura der Fränkischen Alb liegt auf 540 m über HNH zwischen den Erhebungen Kohlberg (607 m ü. NHN) bzw. Sommertsberg  (580 m ü. NHN) im Osten und der Kühbärnlohe (616 m ü. NHN) im Westen.

## Verkehr
Die Einöde liegt an der Kreisstraße NM 1 zwischen Velburg im Süden und Reichertswinn im Norden.

## Geschichte
Distlhof ist als Geiselrewt erstmals 1374 genannt, als Ulrich von Reicheneck von der Herrschaft Helfenberg das dortige Gut, auf dem der Untertan Koler saß, an Pfalzgraf Ruprecht abtrat. In den Zinsbüchern der Herrschaft Helfenberg ist der Distlhof 1588 und 1622 aufgeführt; auf einem kleineren Gut saß außerdem ein Untertan des Klosters Kastl. Am Ende des Alten Reiches, um 1800, bestand Distlhof aus zwei Anwesen. Das größere, ein Halbhof der Herrschaft Helfenberg, gehörte dem Untertanen Federhofer, das kleinere, ein Viertelhof, dem Kloster Kastl.
Im neuen Königreich Bayern (1806) wurden zunächst Steuerdistrikte aus jeweils mehreren Orten gebildet. Dem Steuerdistrikt Reichertswinn im Landgericht Parsberg gehörten die beiden Dörfer Reichertswinn und Kirchenwinn sowie die Einöde Distlhof an. Mit dem zweiten Gemeindeedikt von 1818 wurde dieser Steuerdistrikt in unverändertem Umfang die Ruralgemeinde Reichertswinn. 1830 wurde zu dieser die Gemeinde St. Wolfgang mit den Ortschaften St. Wolfgang, St. Colomann, Richterhof, Diesenhof und Sommertshof gelegt. Eine weitere Änderung gab es 1952, als aus der wegen der Erweiterung des Truppenübungsplatzes aufgelösten Gemeinde Griffenwang die Einöde Neudiesenhof nach Reichertswinn umgemeindet wurde. Mit diesem Bestand wurde die Gemeinde im Zuge der Gebietsreform in Bayern am 1. Mai 1971 in die Stadt Velburg eingemeindet, die bei der Auflösung des Landkreises Parsberg im Jahr 1972 in den vergrößerten Landkreis Neumarkt i. d. Opf. eingegliedert wurde. Seitdem ist Distlhof ein amtlich anerkannter Ortsteil von Velburg.

### Einwohner- und Gebäudezahl
- 1836 16 Einwohner, 3 Häuser („Distelhöfe“),[6]
- 1867 19 Einwohner, 7 Gebäude,[7]
- 1871 15 Einwohner, 4 Gebäude, im Jahr 1873 einen Großviehbestand von 21 Stück Rindvieh,[8]
- 1900 14 Einwohner, 2 Wohngebäude,[9]
- 1925 14 Einwohner, 2 Wohngebäude,[10]
- 1938 15 Einwohner,[11]
- 1950 10 Einwohner, 2 Wohngebäude,[12]
- 1987 7 Einwohner, 2 Wohngebäude, 4 Wohnungen.[13]

### Kirchliche Verhältnisse
Der Distlhof bzw. die Distelhöfe (so 1836) gehörten seit altersher der Pfarrei Lengenfeld im Dekanate Neumarkt im Bistum Eichstätt an. Die Kinder gingen hierher zur Schule. Am 2. Mai 1859 wurde Distlhof  in die katholische Pfarrei Velburg umgepfarrt, wohin nunmehr die Kinder zur Schule gingen. 1938 ist ein Flurkreuz beim Distlhof erwähnt.